# Планідера
Планіде́ра (Rhytipterna) — рід горобцеподібних птахів родини тиранових (Tyrannidae). Представники цього роду мешкають в Мексиці, Центральній і Південній Америці.

## Таксономія і систематика
Молекулярно-генетичне дослідження, проведене Телло та іншими в 2009 році дозволило дослідникам краще зрозуміти філогенію родини тиранових. Згідно із запропонованою ними класифікацією, рід Планідера (Rhytipterna) належить до родини тиранових (Tyrannidae), підродини Тиранних (Tyranninae) і триби Копетонових (Myiarchini). До цієї триби систематики відносять також роди Іржавець (Casiornis), Тиран-свистун (Sirystes) і Копетон (Myiarchus)..

## Види
Виділяють три види:
- Планідера сіра (Rhytipterna simplex)
- Планідера світлочерева (Rhytipterna immunda)
- Планідера руда (Rhytipterna holerythra)

## Етимологія
Наукова назва роду Rhytipterna походить від сполучення слів дав.-гр. ῥυτις — зморшка і πτερνα — п'ята.